# James Rawson
James Rawson (Newark-on-Trent, Inglaterra; 7 de julio de 1965 – 7 de noviembre de 2024) fue un deportista paralímpico británico que compitió en tenis de mesa adaptado en la modalidad C3.

## Carrera
Rawson ganó la medalla de oro en los Juegos Paralímpicos de Barcelona 1992 en el evento por equipos junto a Neil Robinson y Phillip Evans, donde vencieron en la modalidad por equipos a Alemania.
En los Juegos Paralímpicos de Atlanta 1996 ganó la medalla de bronce en la modalidad por equipos donde volvió a hacer equipos con Robinson, que ganó la medalla de plata en el evento individual, además de que ganó la medalla de bronce en el evento individual.
Rawson ganó la medalla de plata en el evento por equipos en los Juegos Paralímpicos de Sídney 2000 con Robinson y Stefan Trofan. Ellos tres repitieron la medalla de plata en los Juegos Paralímpicos de Atenas 2004 donde perdieron la final ante Corea del Sur.
Rawson participó en los Juegos Paralímpicos de Pekín 2008 en el evento individual pero no ganó medalla; mientras que en el evento por equipos junto a Robinson y Arnie Chan terminaron en cuarto lugar luego de perder el partido por la medalla de bronce ante China.